# Yanet Bermoy
Yanet Bermoy (n. 29 mai 1987, Cienfuegos, Cuba) este o sportivă ce a reprezentat Cuba, medaliată olimpică. A participat la două ediții ale Jocurilor Olimpice (2008, 2012) în care a câștigat două medalii de argint.